# Super-G
Super-G eller superstorslalom (engelska: super giant slalom) är en fartgren inom alpin skidsport. 
Super-G är ett mellanting mellan störtlopp och storslalom, där man åker mellan glest placerade portar som i storslalom men i högre hastighet. Åkarna står ofta i störtloppställning men fortsätter svänga konstant. Hastigheten varierar beroende på bansättning och terräng. Det är utmanande att hantera svängarna i den höga hastighet som ofta uppstår.
Man åker endast ett åk i super-G men grenen skiljer sig från störtlopp genom att åkarna inte får övningsköra banan före tävling utan bara får göra en besiktning.
Super-G är inte en av de ursprungliga grenarna i alpin skidsport utan blev världscupgren säsongen 1982/1983, VM-gren 1987 och OS-gren 1988. Retrospektivt går det att se introduktionen av grenen som en balansering av den totala alpina världscupen, då den tidigare gynnade teknikgrenarna före fartgrenarna. Säsongen 2007/2008 genomfördes totalt 17 världscupdeltävlingar i störtlopp och super-G, 18 i storslalom och slalom, samt tre superkombinationer.
Det sägs att grenen infördes för att stoppa svensken Ingemar Stenmarks framfart i den totala världscupen. Förslag har kommit om att stryka grenen från världscupprogrammet eller göra den till del av den alpina superkombinationen.